# Цефалокарид
Цефалокаридът (Hutchinsoniella macracantha) е вид членестоного от семейство Hutchinsoniellidae.
Таксонът е описан за пръв път от Хауърд Лорънс Сандърс през 1955 година.